# Johann Caspar II. Graf Cobenzl

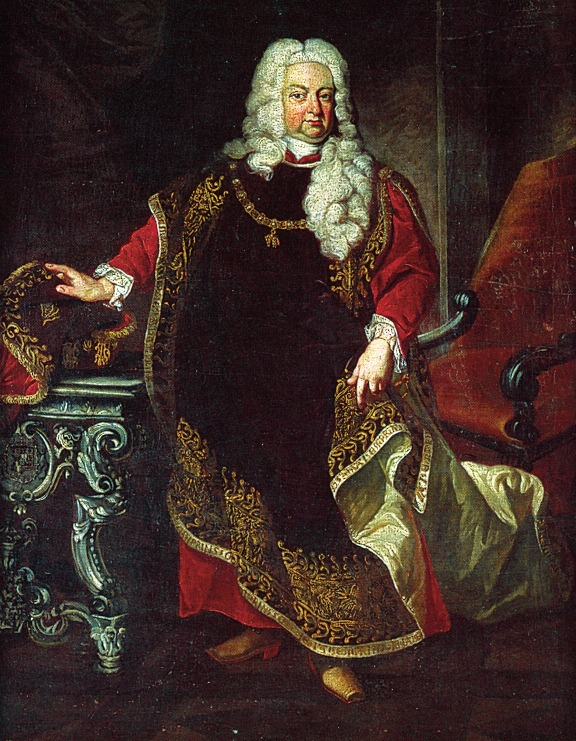
Johann Caspar II. Graf Cobenzl (1731)

Johann Caspar II. Graf Cobenzl (auch Giovanni Gasparo; Leitenburg * 30. Mai 1664; † 30. April 1742 in Graz), Freiherr zu Prossegg (Prosecco, Triest), Lueg (heute Höhlenburg Predjama), Leittenburg (Losa) und Mossau (Mossa), Hofmarschall und Inhaber mehrerer Hofämter in Krain, der Windischen Mark und Görz, Landeshauptmann in Görz und dann in Krain.

## Leben
Johann Caspar war der zweitgeborene Sohn von Johann Philipp II. Reichsgraf von Cobenzl zu Prossegg, Lueg etc. (1635–1712) und Johanna (Zanina) Lanthieri (1642–1678), der Tochter von Franz Graf von Lanthieri zu Wippach und Cassandra Gräfin von Rabatta.
Johann Philipp war oberster Erbtruchsess in Görz, kaiserl. geh. Rat und Kämmerer, Hauptmann zu Triest und Landeshauptmann in Görz.
Johann Kaspar wurde 1691 kaiserl. Reichshofrat und bald darauf kais. Kämmerer. 1704 wurde er Landeshauptmann in Görz, kais. geh. Rat und Anfang 1715 Landeshauptmann in Krain. 1722 wurde er Kaiser Karl VI. oberster Hofmarschall, 1726 kais. oberster Kämmerer und 1731 Ritter des Ordens vom Goldenen Vlies. Nach Erlöschen der Fürsten Eggenberg 1719 verlieh ihm Kaiser Karl VI. das Erbschenkenamt in Krain, nachdem er schon einige Jahre davor das Erbfalkenmeisteramt in Görz erhalten hatte.
Bei der Krönung Josephs I. 26. Jänner 1690 zum römischen König in Augsburg wurde Johann Caspar Cobenzl, röm. kaiserl. Kämmerer (und weitere 21 Adelige, meist mit Hofämtern) nach der Messe feierlich zum Ritter geschlagen.
Johann Caspar war seit 1696 in erster Ehe mit Juliana Perpetua Gräfin Bucelleni († 2. Oktober 1706), der Tochter von Julius Friedrich Graf von Bucelleni zu Sava, kais. geh. Rat und Obersthofkanzler, und Anna Margaretha Freiin von Stozzing. Am 15. Juni 1708 heiratete er Carolina Sophia Gräfin von Rindsmaul (* 26. Mai 1682, † 4. Dezember 1756), Sternkreuzordens-Dame, die Tochter von Wolfgang Albrecht Graf von Rindsmaul und Maria Katharina Freiin von Neudegg. Aus erster Ehe entstammten neun, aus zweiter Ehe acht Kinder. Die Söhne aus zweiter Ehe Karl Graf Cobenzl und Guidobald gründeten zwei Linien, aus denen wieder berühmte Staatsmänner und Politiker hervorgingen.

## Ämter
- oberster Erbtruchsess in Görz (vom Vater geerbt)
- oberster Erbmundschenk in Krain und der Windischen Mark (seit ca. 1719 verliehen)
- oberster Erbtruchsess und Erbfalkenmeister in Görz (seit ca. 1715)
- oberster Hofmarschall und Oberstkämmerer (Karl VI.)

## Ehrungen
1731 Ritter des Ordens vom Goldenen Vlieses

## Besitztümer
Freiherr zu Prossegg (Prossecco), Lueg, Leittenburg und Mossau (Mossa), Herr der Herrschaften St. Daniel (Stanjel), Lohitsch (Logatec), Haasberg (Planina pri Rakeku) und Stegberg.